# Boeing B-29 Superfortress

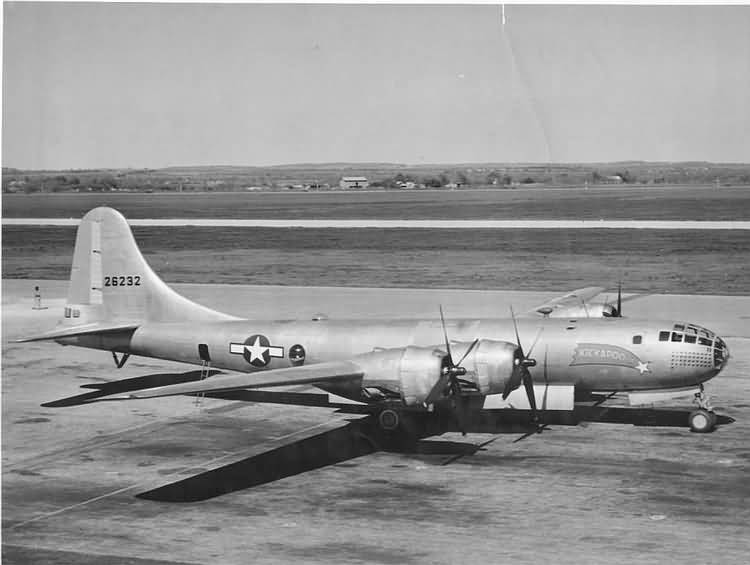
Samolot Boeing B-29 Superfortress na lotnisku

Boeing B-29 Superfortress (Superforteca) – amerykański ciężki bombowiec strategiczny produkcji zakładów Boeing, użytkowany przez lotnictwo armii Stanów Zjednoczonych podczas II wojny światowej oraz po jej zakończeniu. Wypożyczone B-29 (88 egz.) były również używane przez Wielką Brytanię w latach 1950–1955 pod nazwą Boeing Washington.

## Konstrukcja
Był to samolot bombowy, w którym zastosowano wiele nowatorskich rozwiązań technicznych. Jego pierwsze plany powstały w październiku 1938 roku, kiedy generał Oscar Westover, szef sztabu Korpusu Lotniczego Wojsk Lądowych USA, zgłosił zapotrzebowanie na nowy superbombowiec, następcę Boeinga B-17 Flying Fortress. W założeniach miał osiągać prędkość 628 km/h, zasięg 8582 km, mieć ciśnieniowy kadłub i ogromny, jak na tamte czasy, udźwig 7258 kg. Do marca 1940 roku wymagania odnośnie do udźwigu i uzbrojenia wzrosły, rosła więc także masa samolotu – z początkowych 21,7 tony do 38,5 i w końcu do 54,4 tony, co oznaczało zwiększenie obciążenia powierzchni nośnej do 336,9 kg/m², ponad dwa razy więcej, niż zakładały ówczesne limity. W czerwcu 1940 roku projekt otrzymał oznaczenie B-29, a w sierpniu Korpus Lotniczy wyasygnował fundusze na dwa (a następnie trzy) prototypy. Prace ruszyły pełną parą mimo wielu wątpliwości (np. jak wzmocnić powierzchnię nośną czy zapobiec oblodzeniu śmigieł i karabinów na wysokości przekraczającej 9000 metrów). Zaraz za częścią nosową B-29 miał dwie komory bombowe z elektrycznymi sekwencyjnymi zwalniaczami bomb. Do skrzydeł dołączono cztery gondole silników Wright R-3350 Duplex Cyclone z dwiema turbosprężarkami General Electric każdy i czterołopatowymi śmigłami Hamilton Standard o średnicy 5,05 metra. Z tyłu samolotu umieszczono trzy stanowiska obserwacyjne połączone z dwiema grzbietowymi i dwiema podkadłubowymi wieżyczkami strzeleckimi. Każda wyposażona była w dwa karabiny maszynowe 12,7 mm. Wszystkie karabiny maszynowe były sterowane elektrycznie przez tylnych obserwatorów. Oblot odbył się 21 września 1942 roku. W pierwszych egzemplarzach B-29 specjaliści znaleźli 9900 wad i usterek, ale udało się je usunąć. Ze względu na malejącą aktywność japońskich myśliwców i nieosiągalny dla nich pułap samolotu późniejsze wersje częściowo pozbawiano broni pokładowej w celu zwiększenia ładunku bomb. W 1942 roku samolot nazwano oficjalnie Superfortress. Całkowity koszt opracowania B-29 przekroczył koszt opracowania pierwszej amerykańskiej bomby atomowej, i wyniósł 3 mld ówczesnych dolarów, co stanowiło równowartość 45 mld dolarów z 2022 roku.

## Produkcja
Produkcja samolotu ruszyła pełną parą po japońskim ataku na Pearl Harbor. Była w nią zaangażowana duża liczba zakładów, rozrzuconych po całych Stanach Zjednoczonych. Podstawowe części samolotu pochodziły z 60 fabryk. Ostateczny montaż następował w wówczas największych na świecie halach produkcyjnych należących do Boeinga (w Wichita), Martina (w Omaha) i Bella (w Marietta). W późniejszym okresie powstała jeszcze jedna linia montażowa zakładów Boeinga w Renton, którą uruchomiono w lipcu 1945. Do końca wojny wyprodukowano ponad 2 tys. egzemplarzy. Chociaż zamówienia na dalsze 5 tysięcy sztuk anulowano, produkcję wstrzymywano stopniowo, aż do maja 1946. Ogółem zbudowano 3960 egzemplarzy. W zakładach Boeinga w Renton utrzymano produkcję B-29D i pod oznaczeniem B-50 produkowano aż do 1953 roku.
Tylko 40 pierwszym egzemplarzom B-29 (a także pierwszemu XB-29 oraz czternastu YB-29) nadano maskujące barwy; pozostałe nie były malowane, co pozwoliło zmniejszyć masę samolotu i opór powietrza.

## Nowatorstwo i problemy

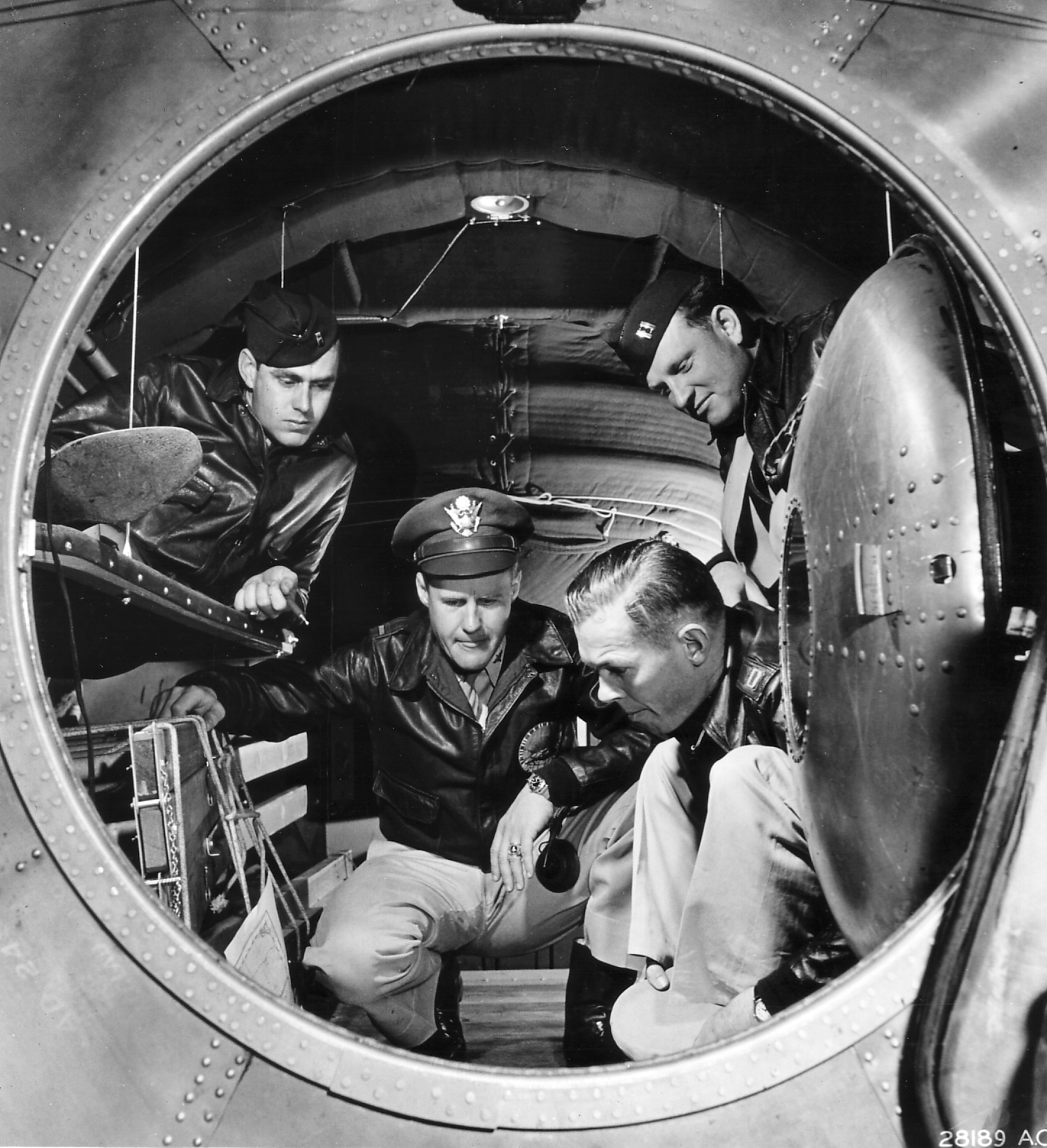
Właz kabiny ciśnieniowej w B-29. Jest to jedno z pierwszych oficjalnych zdjęć tego bombowca, w późniejszych wersjach koje po lewej stronie zostały zastąpione stanowiskiem operatora radaru

Nowatorstwo konstrukcji samolotu stało na wysokim poziomie i siłą rzeczy przysporzyło wielu problemów.
Do nowinek można było zaliczyć:
- Ciśnieniowe kabiny załogi (z automatyczną regulacją ciśnienia)
- Zdalne sterowanie ogniem strzelców pokładowych
- Użycie analogowych przeliczników ułatwiających odłożenie właściwej poprawki podczas celowania z broni pokładowej
- Synchronizacja zrzutu bomb z obu komór bombowych (dla zachowania stateczności podłużnej)
- Dodatkowy silnik (APU) w ogonie do zasilania uzbrojenia
- Fotokarabiny na wszystkich stanowiskach bojowych
- Płat kesonowy o dużym wydłużeniu i dużym obciążeniu powierzchni, z wydajnymi klapami Fowlera
- Siatki ochronne zapobiegające wypadnięciu członka załogi po dekompresji wywołanej atakiem myśliwca nieprzyjaciela (w miejscach oszklenia)

Do największych problemów należały:
- Problemy z przegrzewaniem się silników Wright R-3350 Duplex Cyclone. Z tego powodu na drugim prototypie 18 lutego 1943 r. zginęli szef pilotów doświadczalnych Edmund T. „Eddie” Allen wraz z 7 innymi członkami załogi – na skutek zapalenia się maszyny w powietrzu[4]
- Problemy z celnością podczas ataku na dużym pułapie. Z tego powodu w późniejszym okresie wojny stosowano naloty nocą, na pułapie 1500-3000 metrów (taktyka gen. LeMaya)
- Duże zużycie paliwa podczas startu i wznoszenia
- Obladzanie karabinów maszynowych i śmigieł na wysokości powyżej 9000 m.

## Zastosowanie bojowe
Pierwsze sto maszyn opuściło linie montażowe w styczniu 1944 roku, ale jako że z zajętych dotąd wysp Pacyfiku do Japonii (głównego celu B-29) było wciąż daleko, postanowiono wykorzystać lądowiska w Indiach i Chinach. Sprawdzianem bojowym był nalot na zakłady kolejowe w Bangkoku 5 czerwca 1944 roku. Nalot ten zakończył się porażką: ze 122 samolotów 10 okazało się niezdatnych do lotu, 14 nie dało rady wystartować, dwa rozbiły się zaraz po starcie, a 13 zawróciło z drogi; pozostałe (przy złej pogodzie) zrzuciły ładunek z wysokości około 9000 metrów (tylko cztery tony bomb wybuchły w pobliżu celu), jeden został zestrzelony przez Japończyków, a kolejny rozbił się przy lądowaniu.
Dziesięć dni później (15 czerwca) B-29 dokonały nalotu na stalownię w Yawacie. Był to pierwszy nalot amerykański na Japonię od czasu rajdu Doolittle’a w kwietniu 1942 roku. W tym przypadku B-29 startowały z bazy w chińskim Chengdu. Tu największym problemem okazała się logistyka: każdy lot wymagał 20 ton paliwa, amunicji i wyposażenia dostarczanego z Indii przez transportową wersję samolotów (C-108), z których każdy spalał 28 ton paliwa by dostarczyć 4,5 tony ładunku (w tym wkrótce zastąpiły je zwykłe samoloty transportowe) nad Himalajami do Kunmingu, co okazało się operacją kosztowną (ogółem stracono tam 450 różnego typu maszyn).
Jednak już w październiku 1944 pierwsze B-29 wchodzące w skład 20. Armii Powietrznej wylądowały na świeżo zdobytych wyspach Guam, Tinian i Saipan. 28 października 14 z tych maszyn dokonało nalotu na Truk, a 24 listopada – na Tokio.

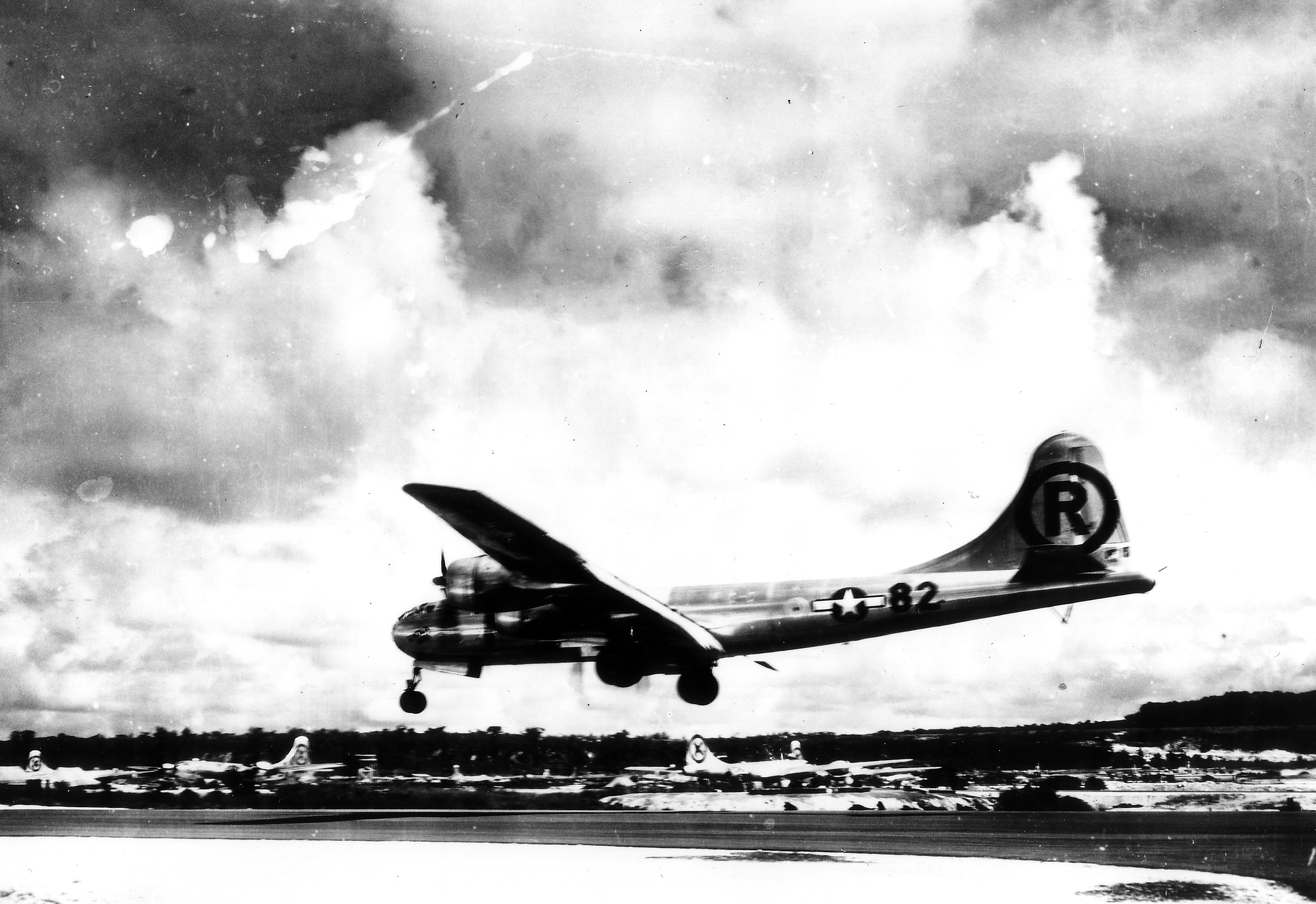
„Enola Gay” ląduje po ataku atomowym na Hiroszimę

Najsłynniejszą akcją tych maszyn było zrzucenie podczas nalotu dywanowego bomb zapalających na Tokio nocą z 9 na 10 marca 1945 roku. Bombardowanie wywołało wtedy ogromne pożary i burzę ogniową, zabijając więcej ludzi niż którykolwiek inny atak powietrzny w historii. Piloci amerykańscy opowiadali, że w czasie tego ataku nad Tokio utworzyły się kominy gorącego powietrza, które podrzucały i wywracały 50-tonowe samoloty B-29.
Innymi słynnymi nalotami były zrzucenia bomb atomowych na Hiroszimę (B-29 o nazwie „Enola Gay”) i Nagasaki (B-29 „Bockscar”).
W wersji rozpoznawczej (B-29A-70-BN) były używane podczas wojny w Korei w latach 1950–1953.

## Zastosowanie pokojowe

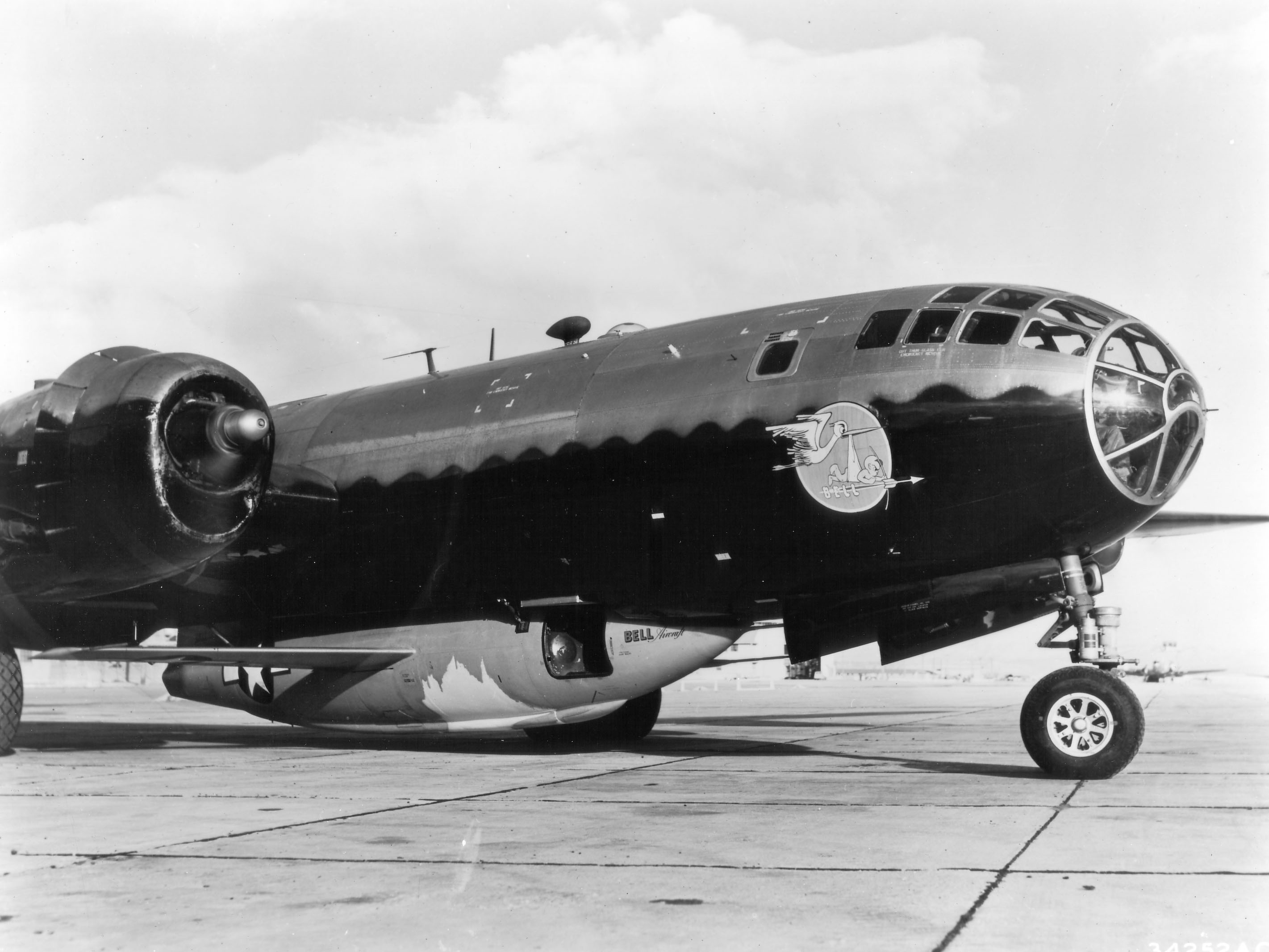
Bell X-1 podwieszony pod B-29

14 października 1947 B-29 Superfortress wyniósł na wysokość testową eksperymentalny samolot Bell X-1, który po raz pierwszy w historii przekroczył barierę dźwięku w sposób kontrolowany w locie poziomym.

## Kopie i warianty rozwojowe

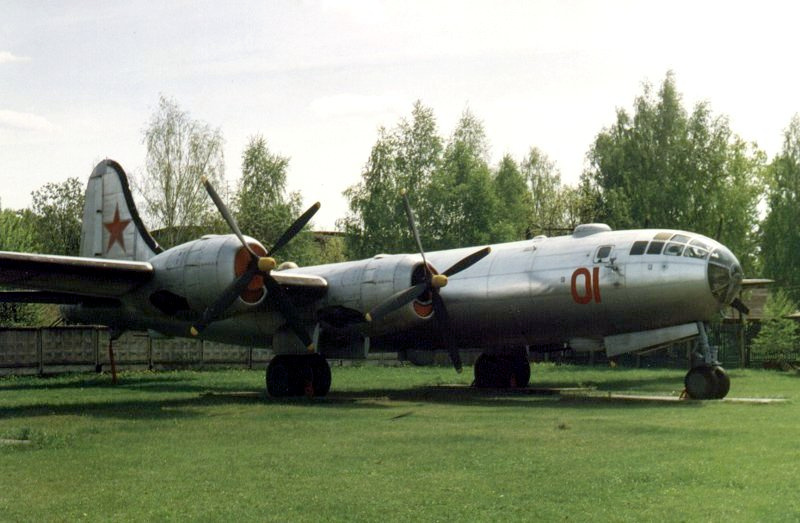
Radziecka wersja B-29 (Tu-4)

Krótko po wojnie w Związku Radzieckim, w biurze projektowym Tupolewa powstała kopia superfortecy oznaczona Tu-4 oparta na trzech egzemplarzach B-29, które lądowały awaryjnie w Związku Radzieckim w 1944 roku po nalotach na Japonię. Sowieci rozłożyli samoloty na najdrobniejsze części, po to aby wykonać ich szczegółowe rysunki i dokładnie zbadać. Na ich podstawie zaprojektowano najpierw prostsze wersje: pasażerską – Tu-70 i transportową – Tu-75 (obydwie nie weszły do seryjnej produkcji), a w sierpniu 1947 zaprezentowano oficjalnie pierwszy egzemplarz Tu-4B. Technologię podpatrzoną w B-29 Tupolew zastosował później w wielu innych swoich projektach (Tu-16, Tu-95), a pewnych jej elementów specjaliści dopatrują się nawet w nowoczesnym Tu-22M.
Zakłady Boeinga opracowały po wojnie wariant rozwojowy B-29 oznaczony jako B-29D, przyjęty na uzbrojenie jako B-50. W latach pięćdziesiątych amerykańskie bombowce B-29 były stopniowo zastępowane przez maszyny Boeing B-47 Stratojet.
Na podstawie B-29 zbudowano samolot transportowy C-97 Stratofreighter i jego pasażerski wariant rozwojowy Boeing 377 Stratocruiser.

## B-29 dziś
Obecnie dwa egzemplarze B-29 znajdują się w stanie lotnym. Pierwszy z nich to Fifi (numer seryjny 44-62070 USAF, wyprodukowany w 1944 roku), który od 1971 roku znajduje się pod opieką organizacji Confederate Air Force, gdzie wykonuje loty pokazowe na różnych imprezach na terenie USA. W latach 2006–2010 samolot nie wykonywał lotów z racji problemów z silnikami. W trakcie pokazów w 2006 jeden z silników samolotu uległ awarii w locie. 21 stycznia 2008 podpisane zostało porozumienie pomiędzy Confederate Air Force oraz Cavanaugh Flight Museum, mające na celu wymianę silników w samolocie. Budżet projektu wyniósł 1.2 mln USD. 5 sierpnia 2010 roku dokonano ponownego oblotu Fifi z nowymi silnikami. Oryginalne silniki Wright R-3350-57AM zostały zastąpione przez kombinację silników R-3350-95W oraz R-3350-26WD.
17 lipca 2016 oblatano drugi egzemplarz (data wydania świadectwa, stwierdzającego możliwość wykonywania lotów, przez FAA to 20 maja 2016) o nazwie Doc (numer seryjny 44-69972 USAF, wyprodukowany w 1945 roku). Samolot po zakończeniu służby w maju 1955 roku był używany jako holownik latających celów. Rok później został przeznaczony jako cel ćwiczebny do bombardowań z powietrza. W 1987 roku został odnaleziony na złomowisku na pustyni Mohave przez Tony’ego Mazzolini. Tony wraz ze swoim zespołem postanowili odbudować samolot do stanu lotnego. Po 12 latach udało się pozyskać samolot od rządu USA i prace przy odbudowie mogły się rozpocząć. W roku 2000 samolot został przewieziony do Wichita w stanie Kansas, gdzie rozpoczął się proces odbudowy samolotu. Pierwszy lot odbył się z nieużywanego pasa startowego w bazie McConnell Air Force Base 17 lipca 2016 roku. W trakcie lotu samolot pilotowany był przez doświadczoną załogę latającą B-29 Fifi.

## Uzbrojenie
- Uzbrojenie strzeleckie:
  - 8 karabinów maszynowych M2 kalibru 12,7 mm po dwa w dwóch zdalnie sterowanych wieżyczkach górnych i dwóch zdalnie sterowanych wieżyczkach dolnych.
  - 2 km-y M2 kal. 12,7 mm i 1 działko M2 kalibru 20 mm w wieżyczce ogonowej, sterowane ręcznie.
- Ładunek bomb:
  - normalny: 2268 kg przy zasięgu 5230 km na wysokich pułapach.
  - maksymalny: 9072 kg na niskich pułapach i przy małym zasięgu.